# Gaspare Spontini
Gaspare Luigi Pacifico Spontini (født 14. november 1774 i Maiolati (i dag Maiolati Spontini) ved Jesi i provinsen Ancona, død 24. januar 1851 sammesteds) var en italiensk komponist og dirigent.
Spontini var af bondeslægt og oprindelig bestemt til gejstlig, men opnåede dog at blive uddannet som musiker ved Neapels konservatorium. Han var allerede begyndt at komponere operaer (i den traditionelle neapolitanske stil), da han 1803 i Paris gjorde bekendtskab med Glucks værker, der medførte en forandring i hans opfattelse, hvilket allerede spores i operaen Milton (1804), men navnlig i La Vestale ("Vestalinden"), der opførtes 1807 og snart blev en verdensberømt opera.
Spontini havde virkelig i dette værk, der var resultatet af årelangt arbejde, tilegnet sig noget af Glucks stil uden at fornægte sin italienske afstamning, men vægten er dog – mere udvortes end hos Gluck – lagt på det scenisk virkningsfulde, og det kunne ikke undgås, at store dele af Vestalinden efterhånden måtte gøre et traditionelt og forældet indtryk. – Hans samtidige Luigi Cherubini og Giacomo Meyerbeer erkendte den som et mesterværk, og senere komponister som Hector Berlioz og Richard Wagner beundrede den.
Med sin følgende opera Fernando Cortez (1809) havde Spontini imidlertid et endnu større held, og han, der blev leder af den italienske opera i Paris (og her blandt andet bragte Mozarts Don Juan frem for første gang i dens originalskikkelse), indtog en førsteplads i fransk musikliv, så meget mere som han støttedes af Napoleon. Med dennes fald blegnede Spontinis stjerne. Han tog derfor gerne mod en kaldelse til Berlin, hvor kong Frederik Vilhelm III gjorde ham til operakapelmester og
generalmusikdirektør; han var også sanger i Sing-Akademie zu Berlin.
Til at begynde med hilstes Spontini med glæde af berlinerne, og han lagde også udmærkede organisatoriske evner for dagen, ligesom han med kraft og myndighed fremførte sine og de af ham værdsatte operaer (særlig Gluck og Mozart). Men snart kom han, der var særdeles forfængelig og herskesyg, i teaterstridigheder, og gjorde sig dertil ilde lidt ved sit fjendskab over for den opblomstrende nationaltyske musik (Weber).
Hans — rigtignok meget svage — sceniske arbejder Nurmahal, Alcidor og den værdifuldere Agnes von Hohenstaufenopførtes uden held, og ved en Don Juan-forestilling, som Spontini ledede, blev han udpebet (1841). Herefter opgav Spontini sin Berliner-stilling, drog til Paris og nød der den sidste afglans af sit verdensry, for endelig syg og nedbrudt at søge tilbage til sit fødested.
Spontini er omtrent blot operakomponist. Hans hovedværk — det skønneste, enkleste, mindst effektjagende — er Vestalinden. I sine operaer, der i øvrigt har tilknytning til den ældre franske opera, (opera seria) repræsenterer han med sin brede, stolte, anmassende og larmende stil udmærket den napoleonske tidsalder og i det hele taget den såkaldte "heroiske opera".